# یواس‌اس مینگو (۱۸۶۲)
یواس‌اس مینگو (۱۸۶۲) (به انگلیسی: USS Mingo (1862)) یک کشتی بود.